# Siniperca undulata
Siniperca undulata är en fiskart som beskrevs av Fang och Chong 1932. Siniperca undulata ingår i släktet Siniperca och familjen Percichthyidae. IUCN kategoriserar arten globalt som nära hotad. Inga underarter finns listade i Catalogue of Life.